# Carlo Perrier
Carlo Perrier (* 7. Juli 1886 in Turin; † 22. Mai 1948 in Genua) war ein italienischer Mineraloge und Chemiker. Er füllte 1937 mit Emilio Segrè mit der Entdeckung des Technetiums die lang gesuchte letzte Lücke im Periodensystem, gleichzeitig das erste künstlich hergestellte Element (daher der Name, den ihm Segrè und Perrier gaben).
Seine Eltern hießen Bertolini. Perrier studierte Chemie am Polytechnikum in Turin mit dem Laurea-Abschluss 1908. Von 1911 bis 1912 war er am Labor für Physikalische Chemie und Elektrochemie der ETH Zürich bei Baur und Treadwell. Danach war er Assistent an der Universität Neapel bei Arnaldo Piutti. Dort befreundete er sich mit Ferruccio Zambonini und wandte sich zunehmend der Mineralogie zu, aber auch dem Studium der Radioaktivität. Er war Assistent von Zambonini in Turin und wurde 1921 nach einem Wettbewerb Direktor des staatlichen geochemischen Labors in Rom.  1927 habilitierte er sich und wurde nach einem weiteren Wettbewerb außerordentlicher Professor in Messina. 1929 wechselte er nach Palermo und 1939 an die Universität Genua.
Segrè und Perrier fanden Technetium in einer Probe von Molybdän, das am Zyklotron in Berkeley mit Deuteronen bombardiert worden war. Das Element kommt zwar natürlich vor, alle Isotope haben aber eine in geologischen Maßstäben relativ kurze Halbwertszeit. Er befasste sich auch mit Kristallchemie und Petrographie.
Er war Mitglied der Akademien von Messina, Palermo und Catania und der Accademia dei Lincei (korrespondierendes Mitglied 1947). Außerdem war er im nationalen italienischen wissenschaftlichen Rat für Geologie und Mineralogie.
Ihm zu Ehren ist das Mineral Perrierit (Perrierit-(Ce)) benannt, ein schwarzes bis dunkelbraunes monoklines Gruppensilikat mit Cer, Eisen und Titan, das ein seltener Bestandteil des Neptunsandes in Rom ist.